# Enigmacursor
Enigmacursor (що означає «бігун-головоломка») — вимерлий рід неорнітишських динозаврів з пізньоюрської формації Моррісон у Колорадо, США. Типовим видом є Enigmacursor mollyborthwickae.

## Відкриття та найменування
Голотипний зразок NHMUK PV R 39000 був виявлений між 2021 і 2022 роками в окрузі Моффат, штат Колорадо, приватною компанією Dinosaurs of America, LLC. та придбаний Музеєм природної історії Лондона (NHM) у 2024 році. Це тривимірно збережений частковий посткраніальний скелет з пов'язаними зубами.
Його було описано як новий рід і вид Сюзанною Мейдмент та Полом Барреттом у 2025 році. Родова назва Enigmacursor походить від слова enigma, що стосується таксономічної плутанини неорнітишіїв формації Моррісон, таких як Nanosaurus, та латинського слова cursor, що означає «бігун», на честь його бігункових задніх кінцівок. Видова назва, mollyborthwickae, вшановує Моллі Бортвік, яка пожертвувала кошти на придбання цього зразка NHM.

## Класифікація
Мейдмент і Барретт (2025) включили Enigmacursor до філогенетичного аналізу та розмістили його як сестринський таксон до китайського Yandusaurus. Кладограма, адаптована з їхнього аналізу, показана нижче:

|  | Agilisaurus                                                  |
|  |                                                              |
|  | Hexinlusaurus                                                |
|  |                                                              |
|  | \| \| Yandusaurus \| \| \| \| \| \| Enigmacursor \| \| \| \| |
|  |                                                              |
|  | Cerapoda                                                     |
|  |                                                              |
|  | Yandusaurus                                                  |
|  |                                                              |
|  | Enigmacursor                                                 |
|  |                                                              |

|  | Yandusaurus  |
|  |              |
|  | Enigmacursor |
|  |              |

## Палеоекологія
Енігмакурсор був одним із найменших представників різноманітної фауни динозаврів формації Моррісон, мініатюрним порівняно з гігантськими завроподами. Формація Моррісона інтерпретується як напівпосушливе середовище з чітко вираженими вологими та сухими сезонами, а також плоскими заплавами. Рослинність варіювалася від галерейних лісів з хвойних дерев, деревоподібних папоротей та папоротей, що обрамляють річки, до папоротевих саван з рідкісними деревами.